# Louis Hartlooper
Louis Hartlooper (Amsterdam, 28 maart 1864 – Utrecht, 28 mei 1922) was een Nederlands explicateur, iemand die de stomme-filmvoorstelling voorzag van commentaar.
Al van de start van de filmindustrie was Hartlooper werkzaam als explicateur in Nederland. Eerst bij een reizende bioscoop en vanaf 1908 in Utrecht bij verschillende exploitanten van bioscopen: parktuin Tivoli, Bioscoop-Salon Vreeburg en het Rembrandt Bioscoop-Theater. Louis Hartlooper was sinds 1886 een humoristisch acteur en heeft ook verzen, artikelen en revues geschreven en toneelstukken bewerkt. Met de komst van de bioscopen werd hij gevraagd als explicateur, een in die tijd populair beroep.
Hartlooper werd geboren in 1864 in de Foeliedwarsstraat in Amsterdam en begon zijn beroepsleven als diamantslijper. Tijdens de 'slappe tijden' (door de onregelmatige aanvoer van ruwe diamant), bleek hij over het talent te beschikken om een populair acteur te worden en werd hem gevraagd de stomme films van die tijd van een 'verhaal' te voorzien. Hartlooper overleed in 1922 en werd begraven op de Israëlitische Begraafplaats in Utrecht.
In Utrecht werd in 2004 het naar hem genoemde Louis Hartlooper Complex (LHC) geopend, een film- en cultuurcentrum op initiatief van filmmaker Jos Stelling. Elk jaar wordt de Louis Hartlooperprijs uitgereikt aan een verdienstelijk auteur of journalist, die een stimulerende bijdrage levert aan het denken over cinema en aan de verdieping van de Nederlandse filmcultuur.